# Zamarada euterpina
Zamarada euterpina là một loài bướm đêm trong họ Geometridae.